# Шоломоголові
Шоломоголові (Calyptocephalellidae) — родина земноводних підряду Neobatrachia ряду Безхвості. Має 2 роди та 4 види.

## Опис
Загальна довжина представників цієї родини коливається від 15 до 32 см. Спостерігається статевий диморфізм: самиці більші за самців. Голова доволі велика з наростами, що нагадують шолом. Звідси походить назва цих земноводних. Тулуб масивний. Шкіра горбиста. Кінцівки сильні Пальці доволі довгі, на задніх лапах — наділені плавальною перетинкою. забарвлення переважно зеленувате, сіре, коричневе з різними відтінками, трапляються види з темними цяточками або крапочками.

## Спосіб життя
Полюбляють гірську місцину, зустрічаються на узбережжі поруч із швидкою течією. Значний час проводять у воді. Активні переважно у присмерку. Живляться здебільшого водними безхребетними.
Це яйцекладні амфібії.

## Розповсюдження
Мешкають у Чилі, за деякими відомостями окремі особини трапляються в Аргентині.

## Роди
- Calyptocephalella
- Telmatobufo